# Кобелево 1-е
Кобелево 1-е — деревня в Старицком районе Тверской области, входит в состав Степуринского сельского поселения.

## География
Деревня расположена на берегу реки Шоша в 12 км на юго-восток от центра поселения деревни Степурино и в 37 км на юго-восток от райцентра города Старицы.

## История
В конце XIX — начале XX века деревня являлась центром Кобелевской волости Старицкого уезда Тверской губернии. 
С 1929 года деревня входила в состав Ново-Кобелевского сельсовета Старицкого района Ржевского округа Западной области, с 1935 года — в составе Калининской области, с 1994 года — в составе Гурьевского сельского округа, с 2005 года — в составе Степуринского сельского поселения. 

## Население
| 1859 | 1886 | 2002 | 2010 |
| ---- | ---- | ---- | ---- |
| 151  | ↗215 | ↘0   | →0   |